# Departament I MBP
Departament I Ministerstwa Bezpieczeństwa Publicznego – wyspecjalizowana komórka organizacyjna Ministerstwo Bezpieczeństwa Publicznego (MBP) odpowiadająca za bezpieczeństwo wewnętrzne – kontrwywiad.
Powstał 1 stycznia 1945 na bazie funkcjonującego od połowy 1944 Resortu Bezpieczeństwa Publicznego Polskiego Komitetu Wyzwolenia Narodowego (RBP PKWN). Po likwidacji MBP 7 grudnia 1954 jego zadania przejął Departament II Komitetu Do Spraw Bezpieczeństwa Publicznego, następnie przekształcony w Departament II Ministerstwa Spraw Wewnętrznych. 

## Rozrost aparatu bezpieczeństwa i pierwsze zmiany
1 stycznia 1945 (lub 31 grudnia 1944) roku PKWN został przekształcony w rząd tymczasowy, a dotychczasowe resorty otrzymały status ministerstw. Resort Bezpieczeństwa Publicznego zmieniono w Ministerstwo Bezpieczeństwa Publicznego. W połowie 1945 roku nastąpił nagły rozrost wewnętrzny w MBP. Między innymi rozkazem ówczesnego Ministra Bezpieczeństwa Publicznego gen. Stanisława Radkiewicza nr 51 z 6 września 1944 roku zlikwidowano Departament Kontrwywiadu, a Wydział I przekształcono w Departament I MBP. Zakres pracy operacyjnej poszerzono o zwalczanie wywiadów innych państw kapitalistycznych. Po okresie dynamicznej rozbudowy strukturalnej, w lipcu 1950 roku, w skład Departamentu I (kontrwywiadu) wchodziło 9 wydziałów z następującymi zakresami zadań: 
- Wydział I – zwalczanie szpiegostwa prohitlerowskiego
- Wydział II – zwalczanie szpiegostwa brytyjskiego
- Wydział III – zwalczanie szpiegostwa francuskiego i włoskiego
- Wydział IV – zwalczanie szpiegostwa izraelskiego i arabskiego
- Wydział V – zwalczanie szpiegostwa amerykańskiego
- Wydział VI – przesłuchiwanie imigrantów powracających z krajów zachodnich
- Wydział VII – ochrona kontrwywiadowcza MSZ
- Wydział O – służba obserwacyjna, podsłuchy i operacje techniczne
- Wydział Ogólny – kancelaria obsługująca tłumaczenia, kadry, finanse i sprawy administracyjno-gospodarcze.

Departament I istniał do grudnia 1954 roku. Po utworzeniu Komitetu Do Spraw Bezpieczeństwa Publicznego sprawy kontrwywiadu przejął Departament II. Jego strukturę w poważnym stopniu zreorganizowano.
Dyrektorzy Departamentu I MBP / Departamentu II KdsBP:
- ppłk/płk Roman Romkowski (1 stycznia 1945 – 14 stycznia 1946)
- płk Ludwik Sielicki (5 lutego 1946 – 30 września 1946)
- płk Adam Gajewski (1 grudnia 1946 – 31 marca 1948)
- ppłk Artur Jastrzębski (1 kwietnia 1948 – 20 czerwca 1948)
- ppłk/płk Stefan Antosiewicz (1 września 1948 – 9 grudnia 1954)
- ppłk Edward Leśniewski (p.o.) (1 stycznia 1955 – 14 marca 1955)
- ppłk/płk Edward Leśniewski (15 marca 1955 – 27 listopada 1956)[1]